# Leandro Ruiz Moreno
Leandro Ruiz Moreno (Buenos Aires, 8 de diciembre de 1900-Paraná, 24 de febrero de 1967) fue un militar, periodista e historiador argentino, perteneciente al Ejército, que alcanzó la jerarquía de capitán. Fue interventor federal de facto de la provincia de Entre Ríos entre 1962 y 1963.

## Biografía
Nació en Buenos Aires en 1900, en el seno de una conocida familia porteña. Era primo tercero del poeta Pedro Miguel Obligado, al compartir con él un tatarabuelo, Miguel Ruiz Moreno y Ruiz, y una tatarabuela, María de los Santos Benavídez.
Ingresó al Ejército Argentino en 1919, egresando del Colegio Militar de la Nación en 1921 como subteniente del arma de Infantería. Se retiró con el grado de teniente primero luego de haber sufrido un accidente que afectó a su columna vertebral.
Se radicó en Paraná (provincia de Entre Ríos) donde fundó el diario Opinión, ejerciendo como periodista. Durante la gobernación de Enrique Mihura (1939-1943) fue intendente general de policía e inspector de milicias. Luego fue fundador y docente en la escuela de policía provincial, director de la penitenciaría de Gualeguaychú y ocupó otros cargos policiales hasta 1946.
Se reincorporó al Ejército tras el golpe de Estado de septiembre de 1955, comandando la III División de Infantería y siendo secretario del Consejo de Guerra. Finalmente pasó a retiro con el grado de capitán. Desde abril de 1962 fue secretario general de la intervención federal de Entre Ríos, a cargo de Carlos Jorge Rosas.
En junio de 1962, fue designado interventor federal de Entre Ríos por el presidente José María Guido. Su gabinete estuvo conformado por Carlos M. Nogué como ministro de Gobierno, Justicia y Salud Pública, por Carlos Victorín como ministro de Hacienda, Economía y Educación y por Juan Carlos Andersen como ministro de Obras Públicas. Permaneció en el cargo hasta la asunción de nuevas autoridades constitucionales, en octubre de 1963.
Además, en su carrera se dedicó al estudio de la historia, publicando diversas obras sobre la historia entrerriana. Fue director de la Oficina de Investigaciones Históricas de Entre Ríos y del Museo Histórico de Entre Ríos Martiniano Leguizamón, integrando también otras instituciones académicas como la Academia Nacional de la Historia de la República Argentina.
Falleció en Paraná en febrero de 1967.